# Juan Carlos Fernández (Radsportler)
Juan Carlos Fernández Mora (* 14. März 1984 in Madrid) ist ein ehemaliger spanischer Radrennfahrer.
Juan Carlos Fernández wurde 2005 Dritter im U23-Straßenrennen der spanischen Meisterschaft. Bei der Vuelta a Toledo gewann er eine Etappe und entschied auch die Gesamtwertung für sich. 2006 fuhr er für Grupo Nicolas Mateos und blieb erfolglos. 2007 stand Fernández bei dem spanischen Continental Team Extremadura-Spiuk unter Vertrag und entschied er den Prolog der Tour des Pyrénées für sich. Nach Ablauf der Saison 2007 beendete er seine internationale Karriere.

## Erfolge
2002
- Spanischer Meister – Einzelzeitfahren (Junioren)

2005
- Gesamtwertung und eine Etappe Vuelta a Toledo

2007
- Prolog Tour des Pyrénées

## Teams
- 2006 Grupo Nicolas Mateos
- 2007 Extremadura-Spiuk